# Gare de Reichshoffen
Gare de Reichshoffen vasútállomás Franciaországban, Reichshoffen településen.

## Vasútvonalak
Az állomást az alábbi vasútvonalak érintik:
- Haguenau–Hargarten - Falck-vasútvonal

## Kapcsolódó állomások
A vasútállomáshoz az alábbi állomások vannak a legközelebb:
- Gare de Niederbronn
- Gare de Gundershoffen